# Kuroko no Basket
Kuroko no Basket (黒子のバスケ, Kuroko no Basuke) é uma série de mangá de esporte japonês escrita e ilustrada por Tadatoshi Fujimaki. Foi serializada na revista de mangá shōnen da Shueisha, Weekly Shōnen Jump, de dezembro de 2008 a setembro de 2014, com seus capítulos compilados em 30 volumes tankōbon. A história narra a trajetória de um time de basquete do ensino médio que tenta chegar ao torneio nacional.
Uma adaptação para anime, produzida pela Production I.G, foi ao ar por três temporadas, de abril de 2012 a junho de 2015. Um mangá sequência, Kuroko's Basketball: Extra Game, foi serializado na Jump Next! de dezembro de 2014 a março de 2016. Uma adaptação em filme do anime Kuroko's Basketball: Extra Game estreou em março de 2017. Uma adaptação para o teatro estreou em abril de 2016, seguida por outras adaptações teatrais.
O mangá foi licenciado para lançamento em inglês pela Viz Media na América do Norte. Até novembro de 2020, Kuroko no Basket tinha mais de 31 milhões de cópias em circulação, tornando-se uma das séries de mangá mais vendidas.

## Enredo
O time de basquete da Escola Secundária Teiko dominou os times de basquete no Japão, vencendo o campeonato nacional de escolas secundárias por três anos consecutivos. Os jogadores deste time ficaram conhecidos como a "Geração dos Milagres". Após se formarem na escola secundária, os cinco jogadores dessa geração foram para diferentes escolas de ensino médio com times de basquete de alto nível. No entanto, havia um boato de que havia outro jogador na "Geração dos Milagres": um sexto homem fantasma. Esse jogador misterioso agora é calouro na Seirin High, uma nova escola com um time poderoso, embora pouco conhecido. Agora, Tetsuya Kuroko – o sexto membro da "Geração dos Milagres", e Taiga Kagami – um jogador naturalmente talentoso que passou a maior parte da sua juventude nos EUA, têm como objetivo levar Seirin ao topo do Japão, enfrentando os antigos companheiros de Kuroko um por um. A série narra a ascensão de Seirin para se tornar o time número um do ensino médio no Japão. A Geração dos Milagres inclui Ryota Kise, Shintaro Midorima, Daiki Aomine, Atsushi Murasakibara e Seijuro Akashi.
O time da Seirin High enfrentou primeiro o time de Ryota Kise em um jogo de treino. Embora Kise fosse capaz de copiar todas as habilidades de Kagami com força e velocidade adicionais, as habilidades de Kuroko ajudaram a reduzir a distância e, eventualmente, Seirin venceu esse jogo. Eles então enfrentaram a escola de Shintaro Midorima, Shutoku, nas preliminares do Interhigh. O jogo foi muito mais difícil; não apenas Midorima era consideravelmente mais forte que Kagami, mas também a habilidade de Kuroko de distração foi completamente anulada pelos Olhos de Falcão de Takao. Seirin conseguiu derrotar o time Shutoku, mas a sequência de vitórias terminou depois que perderam feio para a Academia Touhou, cujo time de basquete incluía o Ás da "Geração dos Milagres" - Daiki Aomine. Após esse jogo, eles perderam as duas partidas restantes contra Senshinkan e Meisei e foram eliminados do Interhigh. No entanto, um novo jogador chega para se juntar à Seirin - Kiyoshi Teppei, o homem que formou o time de basquete da Seirin. Eles passaram o verão inteiro treinando para a Winter Cup, encontrando coincidentemente o time Shutoku enquanto treinavam.
Nas preliminares, eles encontraram o time Shutoku novamente. Esse jogo terminou empatado, então Seirin precisava derrotar o time Kirisaki Daichi para avançar. O capitão de Kirisaki Daichi era Makoto Hanamiya, um membro dos Reis não Coroados, bem conhecido por seus métodos desleais para vencer uma partida. No entanto, eles venceram e garantiram um lugar na Winter Cup.

## Mídias

### Mangá
Escrito e ilustrado por Tadatoshi Fujimaki, Kuroko no Basket foi serializado na antologia de mangá shōnen Weekly Shōnen Jump de 8 de dezembro de 2008 a 1 de setembro de 2014. Os 275 capítulos individuais foram coletados e publicados em 30 volumes tankōbon pela editora Shueisha, o primeiro em 3 de abril de 2009 e o último em 4 de dezembro de 2014. Um capítulo crossover entre a série e Hinomaru Sumo, com roteiro escrito por Ichirō Takahashi, foi publicado na revista em 9 de novembro de 2015. O autor de Hinomaru Sumo foi anteriormente assistente de Fujimaki em Kuroko no Basket.
Fujimaki começou uma sequência intitulada Kuroko's Basketball: Extra Game (黒子のバスケ EXTRA GAME) na Jump Next! em 29 de dezembro de 2014. Em 27 de dezembro de 2015, Tadashi anunciou que encerraria Kuroko's Basketball: Extra Game no próximo número, no início de março de 2016. No painel da New York Comic Con, a editora norte-americana Viz Media anunciou a licença do mangá. Eles começaram a lançar a série em edições 2-em-1 em 2016.

### Anime
A adaptação do mangá para anime foi produzida pela Production I.G. E foi exibida originalmente entre 7 de abril e 23 de setembro de 2012 com um total de 25 episódios. A série foi renovada para uma segunda temporada que estreou no dia 6 de outubro de 2013 e foi finalizada em 29 de maio de 2014 com um total de 25 episódios. A terceira temporada estreou em 10 de janeiro de 2015 e terminou em 30 de junho do mesmo ano, com um total de 25 episódios. Três filmes da compilação dos episódios do anime que adaptaram o arco Winter Cup foram lançados no Japão em 2016. O primeiro filme da copilação lançado em 3 de setembro de 2016, intitulado Winter Cup Compilation ~Shadow and Light~, o segundo filme da copilação lançado em 8 de outubro de 2016, intitulado Winter Cup Compilation ~Beyond the Tears~, e o terceiro é último filme da copilação lançado em 3 de dezembro de 2016, intitulado Winter Cup Compilation ~Crossing the Door~.
A 18 de Dezembro de 2020, através de um tweet a Netflix anunciou que a primeira temporada do anime irá entrar no seu catálogo, a partir do dia 15 de janeiro de 2021.

### Trilha Sonora
A trilha sonora para a série de anime do Kuroko Basket foi dirigido por quatro compositores diferentes. Ryosuke Nakanishi, R·O·N, e Alpha Eastman ficaram a cargo da primeira temporada, enquanto Yoshihiro Ike estava no comando da segunda e da terceira temporada.

#### Músicas Temas
Aberturas - 1ª Temporada
- "Can Do", por GRANRODEO (Episódios 01-13)
- "RIMFIRE", por GRANRODEO (Episódios 14-25)

Encerramentos - 1ª Temporada
- "Start it Right Away", por Hyadain (Episódios 01-13)
- "Catal Rhythm", por OLDCODEX (Episódios 14-25)

Aberturas - 2ª Temporada
- "The Other Self", por GRANRODEO (Episódios 01-13)
- "Hangen Jizai no Magical Star", por GRANRODEO (Episódios 14-25)

Encrerramentos - 2ª Temporada
- "WALK", por OLDCODEX (Episódios 01-13)
- "Fantastic Tune", por Ohno Kensho (Episodios 14-25)

Aberturas - 3ª Temporada
- "Punky Funky Love", por GRANRODEO (Episódios 01-12)
- "ZERO", por Kensho Ono (Episódios 13-16)
- "Memories", por GRANRODEO (Episódios 17-26)

Encrerramentos - 3ª Temporada
- "Glitter Days", por Fo'xTails (Episódios 1-12)
- "Ambivalence", por SCREEN mode (Episódios 13-16)
- "Lantana", por OLDCODEX (Episódios 17-26)

### Videogames
Três jogos de videogames baseados no mangá Kuroko no Basket foram lançados. O primeiro jogo Kuroko's Basketball: Kiseki no Game (黒子のバスケ キセキの試合, Kuroko's Basketball: Miracle Game) foi lançado em 9 de agosto de 2012 para o Playstation Portable. O segundo jogo Kuroko's Basketball: Shōri e no Kiseki (黒子のバスケ -勝利へのキセキ-, Kuroko's Basketball: The Path to Victory) foi lançado em 20 de fevereiro de 2014 para o Nintendo 3DS. O terceiro jogo Kuroko's Basketball: Mirai e no Kizuna (黒子のバスケ 未来へのキズナ, Kuroko's Basketball: Bonds for the Future) foi lançado em 26 de março de 2015 para o Nintendo 3DS. Kuroko também aparece como um personagem selecionável no jogo de luta J-Stars Victory Vs, onde o jogo faz um crossover de todos os personagens dos mangás publicados na revista Weekly Shōnen Jump.

### Light novel
Escrito por Sawako Hirabayashi e ilustrado por Fujimaki, cinco volumes de uma Light novel chamada de Kuroko's Basketball: Replace foram lançados entre 4 de março de 2011 a 2 de maio de 2014. Cada volume da novel focava em um dos membros da "Geração dos Milagres".

## Recepção
O mangá de Kuroko no Basket vendeu cerca de nove milhões de exemplares no mês de setembro de 2012. E no ano de 2013, o mangá já tinha vendido um total de 23 milhões de cópias. E esse número aumentou para 27 milhões em abril de 2014. Volumes individuais estão frequentemente entre os 10 primeiros em ranking de vendas de mangás, e muitas edições foram Top-Selling Manga em 2012. Kuroko no Basket também foi o terceiro mangá mais vendido no ano de 2013, com 8,761,081 cópias vendidas durante o ano, perdendo apenas para Shingeki no Kyojin e One Piece. As vendas de DVDs da série de anime também tem sido destaque no japão no ranking de vendas de DVDs de animes várias vezes.

### Controvérsias
Depois que o anime começou a ser exibido em 2012, a série ficou popular entre círculos de dōjinshis, especialmente no gênero yaoi, mesmo o mangá em si não apresentar este gênero. Vários eventos em que dōjinshis da série foram vendidos, tal como outras localidades ligarem a series e o autor Tadatoshi Fujimaki, incluindo uma emissora de televisão que exibia o anime, receberam cartas ameaçadoras, contendo substâncias liquidas ou em pó. Vários eventos de doujinshi, incluindo o Comiket, proibiram o conteúdo relacionado à série devido a esse polêmica, barrando criadores temáticos de vender doujinshis de Kuroko Basket em seus eventos. O suspeito, que mais tarde revelou ser um homem de 36 anos chamado Hirofumi Watanabe, foi finalmente capturado e preso em 15 de dezembro de 2013. Devido à perda de vários doujinshis do Kuroko Basket por causa das ameaças, houve um evento especial que incidiu especificamente sobre doujinshis relacionados com a série, onde foi carinhosamente chamado de Kuroket, organizado pelo Comic Market Preparatory Committee, e foi realizado durante o Comiket Especial 6 - Otaku Summit 2015 em 29 de março de 2015. O evento organizado recebeu aproximadamente 2.400 dōjinshis sobre a série.